# 1555 год
1555 (ты́сяча пятьсо́т пятьдеся́т пя́тый) год  по юлианскому календарю — невисокосный год, начинающийся во вторник. Это 1555 год нашей эры, 5‑й год 6‑го десятилетия XVI века 2‑го тысячелетия, 6‑й год 1550‑х годов. Он закончился 470 лет назад.
| Пн | Вт | Ср | Чт | Пт | Сб | Вс |
|    | 1  | 2  | 3  | 4  | 5  | 6  |
| 7  | 8  | 9  | 10 | 11 | 12 | 13 |
| 14 | 15 | 16 | 17 | 18 | 19 | 20 |
| 21 | 22 | 23 | 24 | 25 | 26 | 27 |
| 28 | 29 | 30 | 31 |    |    |    |

| Пн | Вт | Ср | Чт | Пт | Сб | Вс |
|    |    |    |    | 1  | 2  | 3  |
| 4  | 5  | 6  | 7  | 8  | 9  | 10 |
| 11 | 12 | 13 | 14 | 15 | 16 | 17 |
| 18 | 19 | 20 | 21 | 22 | 23 | 24 |
| 25 | 26 | 27 | 28 |    |    |    |

| Пн | Вт | Ср | Чт | Пт | Сб | Вс |
|    |    |    |    | 1  | 2  | 3  |
| 4  | 5  | 6  | 7  | 8  | 9  | 10 |
| 11 | 12 | 13 | 14 | 15 | 16 | 17 |
| 18 | 19 | 20 | 21 | 22 | 23 | 24 |
| 25 | 26 | 27 | 28 | 29 | 30 | 31 |

| Пн | Вт | Ср | Чт | Пт | Сб | Вс |
| 1  | 2  | 3  | 4  | 5  | 6  | 7  |
| 8  | 9  | 10 | 11 | 12 | 13 | 14 |
| 15 | 16 | 17 | 18 | 19 | 20 | 21 |
| 22 | 23 | 24 | 25 | 26 | 27 | 28 |
| 29 | 30 |    |    |    |    |    |

| Пн | Вт | Ср | Чт | Пт | Сб | Вс |
|    |    | 1  | 2  | 3  | 4  | 5  |
| 6  | 7  | 8  | 9  | 10 | 11 | 12 |
| 13 | 14 | 15 | 16 | 17 | 18 | 19 |
| 20 | 21 | 22 | 23 | 24 | 25 | 26 |
| 27 | 28 | 29 | 30 | 31 |    |    |

| Пн | Вт | Ср | Чт | Пт | Сб | Вс |
|    |    |    |    |    | 1  | 2  |
| 3  | 4  | 5  | 6  | 7  | 8  | 9  |
| 10 | 11 | 12 | 13 | 14 | 15 | 16 |
| 17 | 18 | 19 | 20 | 21 | 22 | 23 |
| 24 | 25 | 26 | 27 | 28 | 29 | 30 |

| Пн | Вт | Ср | Чт | Пт | Сб | Вс |
| 1  | 2  | 3  | 4  | 5  | 6  | 7  |
| 8  | 9  | 10 | 11 | 12 | 13 | 14 |
| 15 | 16 | 17 | 18 | 19 | 20 | 21 |
| 22 | 23 | 24 | 25 | 26 | 27 | 28 |
| 29 | 30 | 31 |    |    |    |    |

| Пн | Вт | Ср | Чт | Пт | Сб | Вс |
|    |    |    | 1  | 2  | 3  | 4  |
| 5  | 6  | 7  | 8  | 9  | 10 | 11 |
| 12 | 13 | 14 | 15 | 16 | 17 | 18 |
| 19 | 20 | 21 | 22 | 23 | 24 | 25 |
| 26 | 27 | 28 | 29 | 30 | 31 |    |

| Пн | Вт | Ср | Чт | Пт | Сб | Вс |
|    |    |    |    |    |    | 1  |
| 2  | 3  | 4  | 5  | 6  | 7  | 8  |
| 9  | 10 | 11 | 12 | 13 | 14 | 15 |
| 16 | 17 | 18 | 19 | 20 | 21 | 22 |
| 23 | 24 | 25 | 26 | 27 | 28 | 29 |
| 30 |    |    |    |    |    |    |

| Пн | Вт | Ср | Чт | Пт | Сб | Вс |
|    | 1  | 2  | 3  | 4  | 5  | 6  |
| 7  | 8  | 9  | 10 | 11 | 12 | 13 |
| 14 | 15 | 16 | 17 | 18 | 19 | 20 |
| 21 | 22 | 23 | 24 | 25 | 26 | 27 |
| 28 | 29 | 30 | 31 |    |    |    |

| Пн | Вт | Ср | Чт | Пт | Сб | Вс |
|    |    |    |    | 1  | 2  | 3  |
| 4  | 5  | 6  | 7  | 8  | 9  | 10 |
| 11 | 12 | 13 | 14 | 15 | 16 | 17 |
| 18 | 19 | 20 | 21 | 22 | 23 | 24 |
| 25 | 26 | 27 | 28 | 29 | 30 |    |

| Пн | Вт | Ср | Чт | Пт | Сб | Вс |
|    |    |    |    |    |    | 1  |
| 2  | 3  | 4  | 5  | 6  | 7  | 8  |
| 9  | 10 | 11 | 12 | 13 | 14 | 15 |
| 16 | 17 | 18 | 19 | 20 | 21 | 22 |
| 23 | 24 | 25 | 26 | 27 | 28 | 29 |
| 30 | 31 |    |    |    |    |    |

## События
- 1493—1593 — Столетняя хорватско-османская война. Серия вооружённых конфликтов между Королевством Хорватия и Османской империей[1].
- 1507—1622 — Португало-персидская война. Ряд вооружённых конфликтов между колониалистской Португалией и вассальным Ормузом, с одной стороны, и Сефевидской империей, поддерживаемой англичанами, с другой[2].
- 1511—1641 — Малайско-португальская война. Вооружённый конфликт XVI-XVII веков, в котором Малаккский султанат при поддержке империи Мин, Голландской Ост-Индской компании (с 1607) и Джохора безуспешно сопротивлялся Португальской империи, стремившейся захватить Малакку и установить контроль над торговлей между Индией и Китаем[3].
- 1514—1555 — закончилась Турецко-персидская война[4].
  - 29 мая — Мир в Амасье. Договор между Ираном и Османской империей о разделе Закавказья. Присоединение к Турции Имеретинского царства, княжеств Гурии и Мегрелии и западной части Месхети, областей Васпуракан, Айрарат, Туруберан, Эрзрум. К Ирану — восточная Грузия, восточная Армения и кавказская Албания[4].
- 1538—1557 — Португало-турецкая война[5].
- 1545—1563 — Тридентский собор католической церкви. Утвердил догматы о первородном грехе, чистилище. Один из важнейших соборов в истории Католической церкви. Собрался, чтобы дать ответ движению Реформации. Считается отправной точкой Контрреформации[6].
- 1551—1562 — Австро—турецкая война[7].
- 1551—1559 — Итальянская война[8].
- 1552—1558 — военный вождь арауканов Кауполикан объединил разрозненные группы индейцев в южной части Чили, оказавшие стойкое сопротивление испанцам.
- 1553—1555 — закончилась Сиенская война. Борьба Сиенской республики за независимость при поддержке Франции против имперско-флорентийских сил в ходе Итальянской войны (1551-1559)[9].
- 1553—1559 — Французское завоевание Корсики[10].
- 1554—1555 — закончился поход султана Сулеймана против Сефевидов[11].
- 1554—1557 — Поход шаха Тахмаспа в Картли и Кахетию[12].
- 25 сентября — Аугсбургский религиозный мир (Германия). Принцип «чья страна — того и вера». Протестантизм введён в Северной Германии, Пруссии, Бранденбурге, Саксонии, Гессене, Брауншвейге, Пфальце и Вюртемберге.
- Хумаюн вторгся в Индию.
- В Ногайской Орде стихийное бедствие — голод и эпидемия чумы[13].
- Ок. 1555 — хан Кучум, вместе с отцом Муртазой и старшим братом Ахмед-Гиреем при поддержке бухарского Абдуллы-хана II вступил в борьбу с представителями династии Тайбугидов  — Едигер-беком и Бекбулатом[14].

### Англия
- Из Женевы в Шотландию вернулся Джон Нокс и возглавил кальвинистов.
- Образование английской торговой «Московской компании».
- Акт английского парламента о ткачах.

## Русское государство
Царствование: 1533—1584 — Иван IV Васильевич Грозный
- 1552—1557 — Первая черемисская война[15].
  - В Чебоксарах построен русский острог[16].
- 1554—1557 — русско-шведская война[17].
  - Лето — началась русско-шведская война. Попытка шведского флота захватить Орешек оказалась неудачной[18].
- 1555—1556 — земская реформа[19].
- 28 апреля — Владимир Старицкий женился вторым браком на Одоевской Евдокии Романовне, двоюродной сестре А.М. Курбского[20].
- 29 июня — Юрий Васильевич, по царскому приказу, встречал образ святого чудотворца Николы Великорецкого с Вятки и далее на судах в Москву, где икона была торжественно встречена крестным ходом Государём и духовенством[21].
- 1555—1556 — царские войска ведут военные действия против крымцев за окончательное присоединение Астраханского ханства и ногайских земель к России. Вместе с Астраханью (присоединена в 1554 году). присоединена и вся территория Нижней Волги[22].
  - Конфликт астраханского хана Дервиш-Али с русским гарнизоном оставшимся в Астрахани[23].
- 24—25 июня — в битве у деревни Судбищи отряд под командованием боярина Ивана Шереметева в 7000 воинов нанёс поражение 60 000 крымской армии. После ранения Шереметева уцелевшая часть отряда (около 2000 чел) под руководством воевод Алексея Басманова и Стефана Сидорова отбила ещё три атаки противника[24].
- На церковном соборе учреждена Казанская епархия во главе с игуменом тверского монастыря Гурием. Митрополит Московский Макарий рукоположил более 30 архиереев[25].
- Сибирский хан признаёт себя вассалом Русского Царства. Русский царь обещает им военную помощь. Беки получают ярлык на княжение в их владениях, был назначен царский наместник-даруга. Ежегодная дань устанавливалась в размере 1 или 2 соболиных шкурок с каждого из 30700 "чёрных людей"[26].
- Лето — Иван Грозный предоставляет продовольствие для голодающих ногайцев в Ногайской Орде. С помощью русских войск и продовольственной помощи приводит там к власти про русски настроенного бея Исмаила[13].
- 1555—1558 — под влиянием правительства А.Ф. Адашева разработан план скоординированных наступательных действий против Крымского ханства[27].
- Подвергнут опале белёвский князь Иван Иванович. Его Белёвское княжество (выморочный удел) отошёл во владение Ивана Грозного[28].
- Учреждена Казанская епархия[29].
- Пожалованы окольничеством: Адашев Алексей Фёдорович, Борисов Василий Петрович, Чёботов Дмитрий Андреевич, Яковля Михаил Васильевич[30].
- Пожалован боярством: Горенский Иван Васильевич (ум. 1562)[30].
- Местничество: Очин-Плещеев Захарий Иванович и Кнут-Шестунов Дмитрий Семёнович[31].

### Города и поселения
- 1555—1561 — в Москве, зодчими Бармой и Постником в ознаменовании победы над Казанским ханством и во славы павших русских воинов, начато строительство Храма Василия Блаженного, на месте, где ранее располагался каменный Троицкий храм и 7 деревянных церквей[32].
- Архимандритом Германом воздвигнут Успенский мужской монастырь рядом со Свияжском (закрыт в 1923 году, возобновлён в 1997 году)[33].
- Иван Грозный делает вклад пелену шитую жемчугом на мощи чудотворца Кирилла в Кирилло-Белозерский монастырь[34].
- Впервые упоминается как сельское поселение Кола, основанная выходцами из поморской волости Кандалакша[35].
- Около 1555 — основан Спасо-Преображенский мужской монастырь Нижегородской епархии Русской православной церкви, расположенный в центре города Арзамас[36].

### Руководители приказов
| Года      | Приказ           | Ф,И,О главы                | Примечания |
| --------- | ---------------- | -------------------------- | ---------- |
| 1549-1561 | Посольского дела | Висковатов Иван Михайлович |            |
|           |                  |                            |            |
|           |                  |                            |            |

## Начало правления
См. также: Список глав государств в 1555 году
- 1555—1561 — Великий визирь Османской империи Рустем-паша (вторично).
- 1555—1584 — Штатгальтер Голландии Вильгельм I Оранский.
- 1555—1562 — король Наварры Антуан Бурбон (1518—1562), герцог Вандомский с 1537.
- 1555 — Папа римский Марцелл II.
- 1555—1559 — Папа Павел IV (1476—1559).
- 1555—1556 — Падишах Могольской империи — Хумаюн (вторично).
- 1555—1556 — Исмаил второй раз (1-й раз 1554—1555 с перерывом) становится беим Ногайской Орды[13].
- 1555 (формально с 1556) — 1598 — Филипп II, король Испании.

## Наука
- Впервые изданы первые 3 центурии и 53 катрена Мишеля Нострадамуса, в Лионе в издательстве Macé Bonhomme

## Родились

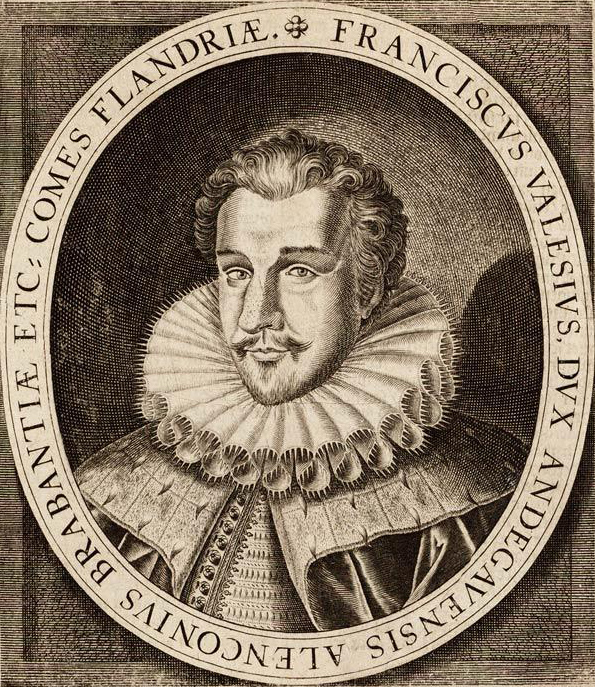
Изображение герцога Эркюль Франсуа де Валуа

См. также: Категория:Родившиеся в 1555 году
- Иоганн Арндт — немецкий лютеранский богослов и религиозный писатель.
- Дун Цичан — выдающийся китайский художник, теоретик, каллиграф и коллекционер.
- Лодовико Карраччи — итальянский живописец, гравёр и скульптор, один из ярчайших представителей болонской школы.
- Кониси Юкинага — самурайский полководец средневековой Японии периода Адзути-Момояма. Один из известных японских христиан. Командующий дивизией в корейских экспедициях Тоётоми Хидэёси в 1592—1598 годах. Казнён после поражения в битве при Сэкигахаре из-за отказа совершить сэппуку.
- Эдвард Келли — английский медиум, мистик и алхимик.
- Андреас Либавий — немецкий врач и химик.
- Луиза де Колиньи — французская аристократка из рода Колиньи, 4-я супруга Вильгельма I Оранского, княгиня Оранская-Нассау.
- Франсуа де Малерб — французский поэт XVII века, чьи произведения во многом подготовили поэзию классицизма.
- Наресуан — король Сиама в Аюттхайский период, с 1590 по 1605 год. В его правление Сиам достиг наибольшего размера за всю историю.
- Эркюль Франсуа де Валуа — герцог Алансонский, затем герцог Анжуйский, младший сын короля Франции Генриха II и Екатерины Медичи, единственный из четырёх братьев, не ставший королём.
- Модерата Фонте — венецианская писательница и поэтесса.

## Скончались

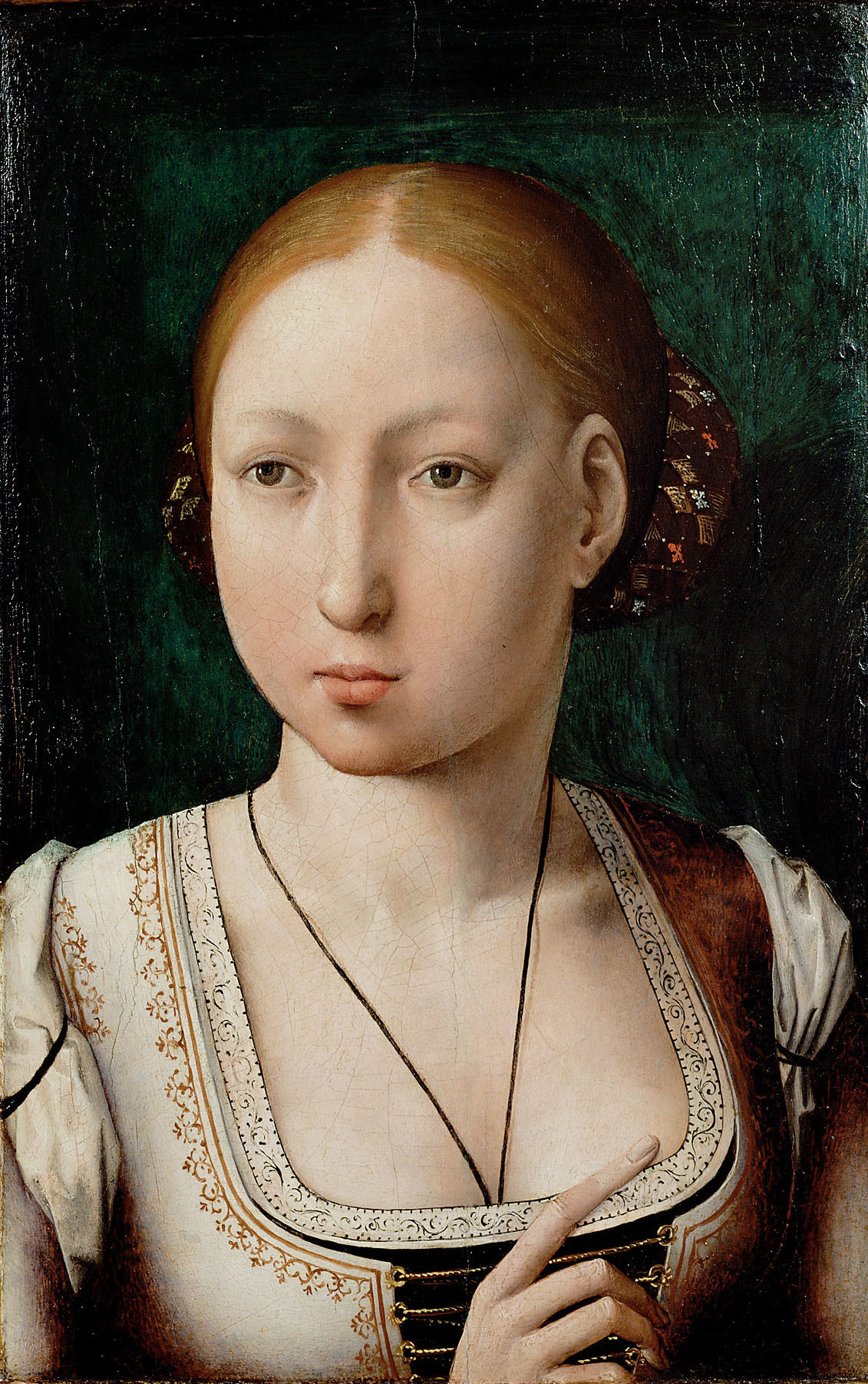
Изображение королевы Кастилии Хуаны Безумной

См. также: Категория:Умершие в 1555 году
- 12 апреля — королева Кастилии (1504—1555), Арагона и Наварры (1516—1555), хотя с 1506 года не обладала фактической властью, оттеснённая отцом Фердинандом II и сыном Карлом V, которые в 1509 году заключили её в монастырь Тордесильяса. супруга герцога Бургундского Филиппа Красивого[38].
- 21 ноября — Георг Агрикола, немецкий учёный и писатель, автор трудов по горному делу и металлургии, историограф герцогов Саксонских (род. 1494).
- Генрих II Наваррский — король Наварры с 1517 года из династии Альбре, сын короля Жана (Хуана) III д’Альбре и королевы Екатерины де Фуа.
- Людвиг Зенфль — немецко-швейцарский композитор эпохи Возрождения.
- Марцелл II — папа римский с 9 по 30 апреля 1555 года.
- Педру ди Машкареньяш — португальский мореплаватель и политический деятель, шестой вице-король Португальской Индии с 1554 года.
- Юлий III — папа римский с 7 февраля 1550 по 23 марта 1555 года.